# Hogna hibernalis
Hogna hibernalis este o specie de păianjeni din genul Hogna, familia Lycosidae. A fost descrisă pentru prima dată de Strand, 1906.
Este endemică în Etiopia. Conform Catalogue of Life specia Hogna hibernalis nu are subspecii cunoscute.